# Însemnări din subterană
Însemnări din subterană este un roman de dimensiuni mici al celebrului scriitor rus Feodor Dostoievski publicat pentru prima oară în 1864. E considerat de mulți primul roman existențialist. Este structurat în două părți– „Subterana” și „Pornind de la lapoviță” – și este povestit de un narator fără nume ce locuiește în Sankt Petersburg. Personajul principal este inteligent, dar, în același timp egoist, singuratic și cu reale dificultăți de socializare și adaptare. Un mizantrop într-o continuă introspecție, într-o oarecare măsură asemănător cu Raskolnikov din Crimă și pedeapsă.
Însemnări din subterană analizează, pe de o parte, o disecare a ideilor proprii ale personajului, care alege să se înstrăineze și să se izoleze față de oameni, dar este și, pe de altă parte, o analiză a societății din Rusia secolului al XIX-lea, o revoltă împotriva tuturor valorilor societății și științei.